# Michele Ferrero
Pour les articles homonymes, voir Ferrero (homonymie).
Michele Ferrero, né le 26 avril 1925 à Dogliani en Italie, et mort le 14 février 2015 à Monaco, est un chef d'entreprise italien.

## Biographie
Michele Ferrero est le fils de Pietro Ferrero, fondateur de l'entreprise de confiserie Ferrero, l'une des leaders européens avec environ 6 milliards de $ de chiffre d'affaires en 2007, auquel il a succédé à la tête de l'entreprise à la mort de celui-ci en 1949.
Il est le créateur et instigateur de produits phare de Ferrero comme le Nutella, Mon Chéri, Ferrero Rocher, Tic Tac et Kinder.
Il a pris sa retraite en 1997 et a confié la succession de l'entreprise à ses enfants, Giovanni Ferrero et Pietro Ferrero,.
Fervent catholique, Michele Ferrero avait déclaré en 1996 à l'occasion du 50e anniversaire de la fondation de l’entreprise portant son nom que « le succès de Ferrero, nous le devons à Notre-Dame de Lourdes. Sans elle, cela n’aurait pas été possible ». Une statue de la Vierge Marie est d'ailleurs présente dans chacune des usines du groupe. Pietro Ferrero se rendait lui-même chaque année en pèlerinage à Lourdes en compagnie des cadres de la société.

## Vie personnelle
Ferrero a épousé Maria Franca Fissolo en 1962 et ils ont eu deux fils ensemble, Giovanni Ferrero et Pietro Ferrero Jr,.
Michele Ferrero meurt d'un arrêt cardiaque le 14 février 2015 à Monaco.

## Distinctions
- Chevalier de l'ordre du Mérite du travail (1971)[9]
- Chevalier grand-croix de l'ordre du Mérite de la République italienne (2005)[9]

## Fortune
C'était, en 2011, l'homme le plus riche d'Italie, avec une fortune personnelle estimée à 18 milliards de $.

## Source
- (en) Cet article est partiellement ou en totalité issu de l’article de Wikipédia en anglais intitulé « Michele Ferrero » (voir la liste des auteurs).